# Notomastus lobatus
Notomastus lobatus är en ringmaskart som beskrevs av Hartman 1947. Notomastus lobatus ingår i släktet Notomastus och familjen Capitellidae. Inga underarter finns listade i Catalogue of Life.